# Chajbach
Chajbach (rusky Хайбах, čečensky Хьайбах, též Хьайбахa, Хайбахой) je bývalá vesnice (aul) v horské oblasti okresu Galan-Čož (čečensky Галайн-ЧIожан кIошт) Čečenské autonomní republiky Ruské federace na severním Kavkaze.

## Geografie
Bývalé správní středisko Chajbach se nachází na levostranném přítoku horního toku řeky Gechi v jihozápadní části historické oblasti Našcha, kolébky původního vajnašského obyvatelstva Čečenska. Auly Chajbach a Chijlach byly považovány za odvěká duchovní centra našchinců. Do února roku 1944 byl Chajbach administrativním centrem Chajbašského správního střediska (obce) v rámci okresu Galan-Čož. V Chajbachu v té době žilo asi 40 rodin a další lidé žili v usedlosti Zercha. Horské partie okresu Galan-Čož jsou součástí severovýchodní oblasti Velkého Kavkazu.

## Rozhodnutí o deportaci
Na zasedání politbyra Všesvazové komunistické strany (bolševiků) - ÚV VKS(b) 1. února roku 1943 bylo rozhodnuto o deportaci některých národů Sovětského svazu. Na jednání byli přítomni členové politbyra Molotov, Ždanov, Vozněsenskij, Andrejev, Vorošilov, Kaganovič, Chruščov, Kalinin, Mikojan a Berija. Od října roku 1943 byli do venkovských oblastí severního Kavkazu redislokováni příslušníci vojsk NKVD, kteří se ubytovávali přímo u obyvatel jednotlivých aulů. Dne 31. ledna 1944 Státní výbor obrany v čele s J. V. Stalinem potvrdil rozhodnutí o vysídlení Čečenců a Ingušů.  Plán operace rozpracoval a osobně vedl L. P. Berija, který 20. února přijel do Grozného. K dispozici měl velký vojenský a bezpečnostní aparát - kolem 19000 operativců NKVD, NKGB a Směrše, jeho velení dále podléhalo na 100000 důstojníků a příslušníků vojsk NKVD, kteří byli za účelem zabezpečení deportací staženi do Čečenska z území celého Sovětského svazu.
Deportace, nazvaná Операция Чечевица (Operace Čočka) byla zahájena 23. února 1944 v 5 hodin ráno. V depeši L. Beriji J. V. Stalinovi z téhož dne se uvádí, že během prvních 6 hodin, tj. do 11 hodin dopoledne, bylo z dotčené oblasti vyvezeno 94 741 osob, což je více než 20 % obyvatel, určených k vysídlení.

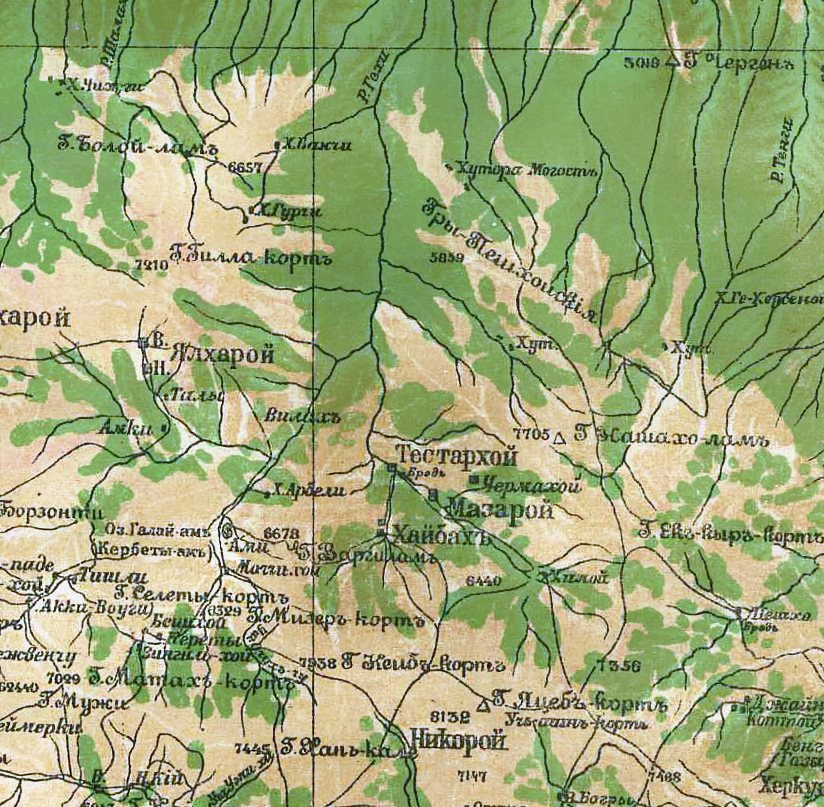
Chajbach na mapě historické oblasti Našcha (mapa Kavkazské oblasti z roku 1877)

O několik dní později Lavrentij Berija hlásil J. V. Stalinovi, že během týdne od 23. do 29. února bylo do nákladních vagónů naloženo a odvezeno celkem 478 479 osob, včetně 91 250 Ingušů. Berija dále sděloval, že evakuace proběhla až na drobné výjimky bez zvláštních incidentů, zároveň však uvedl, že mezi Čečenci a Inguši bylo v oněch dnech zatčeno 1016 "protisovětských živlů".

## Chajbach 27. února 1944
Události, k nimž došlo v Chajbachu v ranních hodinách 27. února 1944, popsal očitý svědek, tehdejší první náměstek ministra spravedlnosti Čečensko - ingušské autonomní sovětské socialistické republiky (dle originální terminologie первый заместитель наркома юстиции Чечено-Ингушской АССР) Dzijaudin Malsagov. Malsagov se stejně jako jiní vyšší představitelé sovětské moci musel osobně podílet na organizaci a provádění deportace svých krajanů, ačkoli i jej, stejně jako jiné nomenklaturní kádry z řad příslušníků národů, určených k přesídlení, rovněž později čekalo vystěhování do Kazachstánu.
O těchto událostech se Malsagov v průběhu následujících desetiletí opakovaně pokoušel informovat nejvyšší představitele sovětské moci. Úspěšné bylo pouze jeho setkání s N. S. Chruščovem v roce 1956 v Alma-Atě, jehož výsledkem bylo pozdější rozhodnutí nejvyššího vedení SSSR o umožnění návratu vysídlenců do jejich původní vlasti. Další pokusy Malsagova skončily jeho vyloučením ze strany a uvězněním. Teprve politika perestrojky a glasnosti i osobní postoj Michaila Gorbačova vedly k tomu, že po mnoha desetiletích zákazu se o genocidě kavkazských národů a o masové vraždě v Chajbachu začalo veřejně mluvit.
Dne 31. srpna 1990 Ruslan Cakaev, prokurátor čečenského okresu Urus-Martan, zahájil pod číslem № 90610010 trestní stíhání v této věci. V rámci tohoto stíhání byl vyslechnut i Dzijaudin Malsagov, který do protokolu uvedl:
"V noci z 26. na 27. února jsme přijeli do vesnice Chajbach. V té době z okresu Galan-Čož ještě lidé nebyli vysídleni, neboť se proslýchalo, že zde působí banda Israilova. Proto vyšší orgány věnovaly tomuto okresu zvláštní pozornost a vysídlení místních Čečenců bylo poněkud odloženo. Štáb vojsk, která měla provést vystěhování, byl ve vesnici Jalchoroj.
Dne 27. února byli v Chajbachu shromážděni všichni obyvatelé, aby mohli být odvezeni do Grozného. Na prostranství u stájí místního kolchozu, nesoucího jméno L. P. Beriji, byli shromážděni též lidé ze všech okolních vesnic a usedlostí. Jeden důstojník rozkázal, aby ti, kteří nejsou schopni vykonat cestu pěšky, šli dovnitř do stájí, kam bylo navezeno seno a je tam dost místa, kde mohou v teple vyčkat, až je budou moci odvézt. Do stájí se odebrali starci, ženy, děti a nemocní, ale i někteří zdraví obyvatelé, kteří se rozhodli pečovat o své nemocné či přestárlé příbuzné. Podle mého odhadu dovnitř vešlo asi 650 - 700 lidí, sledoval jsem to na vlastní oči. Ostatní obyvatelé byli transportováni přes vesnice Jalchoroj a Galaški na nádraží.
V době mezi 10. a 11. hodinou dopoledne, kdy odešli všichni zdraví obyvatelé, vrata stáje byla uzavřena. Uslyšel jsem rozkaz "Pal!" V tu chvíli vzplanul oheň a zachvátil celou stáj. Ukázalo se, že předtím připravené seno bylo polito petrolejem.
Když plameny zachvátily celou budovu, zevnitř se ozval zoufalý křik a volání o pomoc. Lidé prorazili vrata a vrhli se k východu. Gvišiani (pozn.: komisař NKVD 3. stupně, plukovník, později generálmajor), který stál poblíž, rozkázal "Pal!" Vojáci spustili do vybíhajících lidí palbu ze samopalů a ručních kulometů.Vchod do stájí byl brzy zavalen těly zabitých. Jen jednomu mladíkovi se podařilo uběhnout asi dvacet metrů, než jej dostihly kulky. Ještě dvěma dalším se podařilo vyběhnout ven, ale byli též postříleni.
Běžel jsem ke Gvišianimu a žádal jej, aby to hrůzné dílo ukončil. Gvišiani mi odpověděl, že jedná podle rozkazu Beriji a Serova a řekl mi, ať se do toho nevměšuji, pokud nechci také takto skončit. Kapitán Gromov, který tam byl se mnou, též protestoval proti tomuto vraždění. Ale nic jsme s tím nemohli udělat." 

## Výsledky vyšetřování
Vyšetřování, vedené od roku 1990 prokuraturou okresu Urus-Martan, bylo po třech letech předáno vojenské prokuratuře grozněnské posádky. Později bylo postoupeno vyšetřujícím orgánům v Rostově na Donu, kde celá kauza vyšuměla do ztracena. Vyšetřování nebylo nikdy dokončeno a nedostalo se k soudnímu projednání, viníci zůstali nepotrestáni. Byla též snaha postavit v Chajbachu památník tragédie, za tím účelem byl dokonce zřízen zvláštní fond. Pak ale přišla první a po ní druhá čečenská válka a nic se nerealizovalo.
Nebyl potrestán ani generál Gvišiani. Jak uvedl v rozhovoru pro list Izvestija Stěpan Kašurko, předseda zvláštní komise, která byla v roce 1990 ustanovena za účelem vyšetření zločinu genocidy, spáchané na obyvatelích obce Chajbach, spolu s členy komise se jej pokusil vyhledat. Získal v tom směru i podporu tehdejšího gruzínského prezidenta Zviada Gamsachurdii, avšak když se dostavili na příslušnou adresu, tak zjistili, že přišli pozdě - Gvišiani, raněný mrtvicí, již zemřel. V roce 2008 ocenil čečenský prezident Ramzan Kadyrov hrdinství Stěpana Kašurka, který "napsal ve své knize pravdu o tragickém osudu horské obce Chajbach" a rozhodl o vyčlenění částky 200 000 rublů z fondu Achmata Kadyrova pro rodinu Kašurka za účelem zřízení důstojného pomníku zesnulému spisovateli.

## Chajbach na počátku 21. století
Dne 18. října 2012 na svém 179. zasedání schválil Parlament Čečenské republiky změnu ústavy země v souvislosti s obnovením okresů Galan-Čož a Čeberlojevského okresu, které po deportacích z roku 1944 nebyly nikdy znovu osídleny.
Na místě, kde bývala obec Chajbach, stejně jako na místech dalších vesnic v obou okresech, zbyly v té době pouhé zříceniny někdejších objektů. Dominantou Chajbachu byla starobylá věž rodu Gelaga, která sice přečkala poválečné zpustnutí, avšak v roce 2005 byla poškozena při cvičném ostřelování raketami ruských vojsk. Střelami byla zbořena horní patra věže, takže z památky zbyla sotva polovina. Na nedaleké lokalitě v místě bývalé usedlosti Chižikcha (Хижикха) stojí čtyři poměrně zachovalé středověké obytné věže. Celkem jsou na oficiálním seznamu kulturního dědictví jako "historické a kulturní památky národů Ruské federace" v obci Chajbach uváděny: tři obranné věže, čtyři obytné věže, vesnická zástavba a mešita. Pokud jde o stav památek, na seznamu je poznámka "není znám" (Состояние:НЕТ ИНФОРМАЦИИ).